# El magnífic cornut
El magnífic cornut (títol original en italià Il magnifico cornuto) és una pel·lícula italiana del 1964 dirigida per Antonio Pietrangeli, adaptada del clàssic pochade Le cocu magnifique (1921) de Fernand Crommelynck. Ha estat doblada al català.

## Argument
A l'opulenta i laboriosa ciutat de Brescia, el passatemps principal de la rica burgesia industrial sembla ser l'adulteri, que també és el principal tema de conversa a les festes. Andrea Artusi, propietari d'una establerta barreteria, feliçment casada amb la jove i bella Maria Grazia, sembla totalment aliè tant a la traïció com als rumors al respecte, completament segur de la fidelitat de la seva dona, amb una reputació impecable. Tot i una vida satisfactòria, no pot resistir la temptació quan Cristiana, la dona desimbolta del president del club, se li insinua explícitament.
Però aquesta relació, aparentment inofensiva, és la seva caiguda: haver viscut en primera persona com és fàcil per a una dona enganyar el seu cònjuge, mantenint-lo a les fosques de tot, comença a fer-lo dubtar de Maria Grazia i aviat s'obsessiona literalment amb la sospita que té un amant.

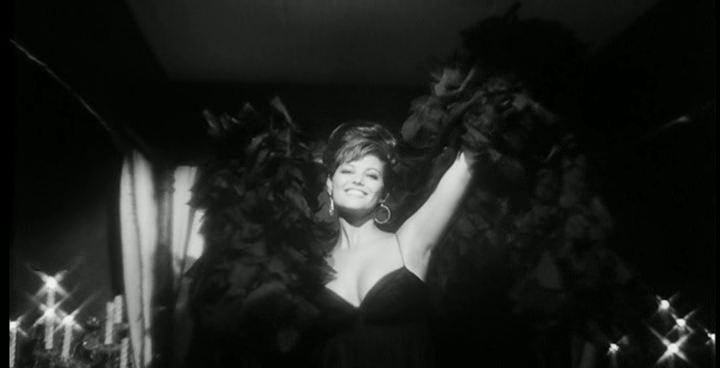
Claudia Cardinale en una escena del film

Primer fa que un vell empleat l'espïï amb poc èxit, després la segueix personalment i, tot i que no és capaç de descobrir res, continua somiant amb ella, en una versió imaginària seductora i desinhibida, amb la intenció de trair-lo amb més homes. L'element que li fa perdre la ment és una multa que es posa al cotxe de la seva dona, al vespre, al carrer de les muralles del Castell on s'acostumen a amagar parelles clandestines, que un amic regidor exposa per divertir-se durant una festa: Andrea explota davant de tothom, titllant així Maria Grazia d'adúltera i ell mateix de cornut.
Exasperada per la gelosia boja i injustificada del seu marit, quan arriba a fingir un viatge i després quedar-se a vigilar-la en secret, Maria Grazia el provoca fent veure que va a conèixer el seu amant, però després s'enfronta directament a ell. Davant la reacció violenta de l'Andrea, que conduint el cotxe podria fer que tots dos matessin, Maria Grazia, per tal de calmar-lo, finalment admet una relació inexistent amb el seu amic Gabriele.
L'Andrea, fora de cap, es veu involucrat en un accident mentre intenta posar-se al dia del seu rival. Durant la seva convalescència, es va convèncer que havia estat víctima d'una malaltia real, però que havia superat la "febre" i havia redescobert la seva serenor i confiança en Maria Grazia (també perquè va descobrir que la famosa multa l'havien pres un empleat i no per la dona innocent). És una llàstima que mentrestant, desil·lusionada amb l'home que estimava i a qui sempre havia estat impecablement fidel però que havia resultat molt diferent del que sempre havia pensat, ara s'hagi consolat amb el metge comprensiu que pren cura del marit.

## Repartiment
- Claudia Cardinale: Maria Grazia a Artusi
- Ugo Tognazzi: Andrea Artusi
- Salvo Randone: Belisario
- Bernard Blier: Roberto Mariotti
- Michèle Girardon: Cristiana
- Paul Guers: Gabriele
- Philippe Nicaud: metge
- Gian Maria Volonté: regidor
- Susy Andersen: Wanda
- José Luis de Vilallonga: president
- Lando Buzzanca: domèstic
- Ettore Mattia: elogiador Calise
- Anna María Aveta:
- Laura Antonelli:
- Brett Halsey: playboy
- Fred Williams: noi a la discoteca

## Banda sonora
Les cançons de la pel·lícula:
- La notte che son partito – cantada per Jimmy Fontana (disc RCA Italiana PM45-3288 - any 1964)
- Ti ringrazio perché – cantada per Michele (disc RCA Italiana PM45-3278 – 1964)
- O te o nessuna - cantada per Jimmy Fontana (disc RCA Italiana PM45-3261 – 1964)

Música d'Armando Trovajoli, dirigida per l'autor. Edicions musicals i enregistraments de RCA Italiana.

## Curiositats
També en aquesta pel·lícula, com a Totò contro i quattro, fa referència al cas del bíter enverinat, enviat per correu a un distribuïdor de Arma di Taggia l'agost de 1962 per l'amant de la seva dona i fatalment begut per la víctima.
Les matrícules dels cotxes apareixen registrades, alternativament, a Brescia, la localitat on està ambientada la pel·lícula, i Cremona, ciutat natal de Tognazzi, no se sap si això es deu a una errada ortogràfica o a un error voluntari.
A la primera escena, quan Andrea Artusi arriba per recollir la seva dona Maria Grazia, hi ha un petit error als cotxes. Artusi arriba amb un cotxe amb matrícula Cremona (CR) i marxa amb el cotxe amb matrícula Brescia (BS).